# Давид, Константин
Константин «Тикэ» Давид (рум. Constantin «Tică» David; 25 апреля 1908, Бухарест — 21 января 1941) — румынский коммунистический активист, антифашист, деятель румынского рабочего движения.
убитый фашистской Железной гвардией во время восстания легионеров .

## Биография
Из рабочих. Учился на токаря. В раннем возрасте познакомился с подпольными коммунистическими группами. Вступив в Союз коммунистической молодежи, в 1933 году агитировал рабочих за поддержку забастовки в Гривице, был арестован и заключён на 6 месяцев в тюрьму в Жилаве. За свою активную политическую деятельность с 1931 по 1940 год 24 раза подвергался арестам.
Член нелегальной Румынской коммунистической партии. С 1937 года Давид включен в состав подпольного ЦК РКП и назначен руководителем городского комитета Бухареста.
Был делегатом от Гривицы на общенациональном съезде Всеобщего союза профсоюзов железнодорожников в июле 1936 года в Брашове. Участвовал в различных антифашистских мероприятиях и сборе помощи для политических заключённых. Работая в первую очередь среди молодёжи, в 1934 году участвовал в организации киноклуба, который также служил местом встреч для активистов. Вместе с Илие Пинтилие работал над созданием Объединённого рабочего фронта, объединяющего коммунистов, социалистов и социал-демократов, а также антифашистского Народного фронта.
Был уволен с работы на железнодорожных станциях и внесен в чёрный список по требованию Сигуранцы. После ареста Илие Пинтилие взял на себя роль посредника между компартией и профсоюзами железнодорожников. Вместе с Пинтилие, Николае Чаушеску, Теохари Георгеску и Александру Илиеску (отцом Иона) координировал партийную пропаганду во время санкционированных правительством первомайских празднеств в 1939 году.
Находившийся под постоянным наблюдением Сигуранцы Давид был отправлен в январе 1939 года для работы в региональном комитете РКП в Галац, где устроился сварщиком на местной верфи. Власти вычислили его и в начале 1940 года отправили обратно в Бухарест. Летом 1940 года он был назначен в региональный комитет РКП долины Прахова.
С установлением неприкрытого фашистского режима во главе с Ионом Антонеску в сентябре 1940 года деятельность Давида попала под пристальное внимание новых властей, и вскоре министр внутренних дел Константин Петровическу лично потребовал, чтобы полицейское управление Бухареста усилило наблюдение за Константином, а его имя было внесено в список людей, подлежащих ликвидации эскадронами смерти Железной гвардии. Несмотря на это, Давид продолжал свою деятельность, в частности, участвловал в крупной антифашистской демонстрации, организованной Мироном Константинеску в Бухаресте 3 ноября 1940 года.
Убит членами фашистской Железной гвардии во время восстания легионеров в ночь с 20 на 21 января 1941 года. Давид был похищен из своего дома и доставлен в полицейское управление Бухареста, где его жестоко избили и в конечном итоге вывезли в поле, где после отказа разглашать информацию о коммунистических организациях расстреляли в упор в голову. Его тело, сильно изуродованное, с оторванной левой рукой, было найдено только четыре недели спустя.
После прихода к власти РКП в конце 1940-х годов Константин Давид был провозглашен героем рабочего класса, а его останки были перенесены в мавзолей Героев-коммунистов Парка свободы (теперь Парк Кароля I), пока их не вывезли после 1989 года.
В фильме «Реванш» (1978) в роли К. Давида снялся актёр Юрие Дарие.